# Inge Thun
Inge Thun (17. juni 1945 - 15. februar 2008) var en norsk fodboldspiller (målmand). 
Thun spillede hele sin karriere i hjemlandet hos Strømsgodset i sin fødeby, og var med til at sikre klubben ét norsk mesterskab og tre pokaltitler.
For Norges landshold spillede Thun desuden fire kampe. Han debuterede for holdet 23. juni 1968 i en venskabskamp mod Danmark.

## Titler
Eliteserien
- 1970 med Strømsgodset

Norsk pokal
- 1969, 1970 og 1973 med Strømsgodset